# Eisen Straße
Die Eisen Straße  B 115 ist eine Landesstraße in Österreich. Sie ist ein Teil der österreichischen Eisenstraße und hat eine Länge von 123,5 km. Ihren Ausgangspunkt nimmt die Eisen Straße im Traunviertel in der Stadt Steyr an der Enns. Dieser folgt sie – begleitet von der Rudolfsbahn – bis Hieflau. Von hier aus führt sie entlang der Erzbergbahn bis zur Stadt Eisenerz, dem Zentrum der österreichischen Eisenindustrie, und über den Präbichl nach Trofaiach, bevor sie im Tal der Liesing in Traboch endet.
In Trofaiach zweigt die Donawitzer Straße B 115a in Richtung Leoben ab, die am Schienenwalzwerk Leoben-Donawitz vorbeiführt und in Leoben-Waasen in die Leobener Straße B 116 mündet.
Die Straße führt landschaftlich reizvoll durch die österreichischen Alpen. Zunächst entlang der oberösterreichischen Enns in den Oberösterreichischen Voralpen, später werden die Ybbstaler Alpen tangiert. In der Steiermark führt die Straße am unteren Ende des Gesäuses in den Ennstaler Alpen zwischen den Eisenerzer Alpen und dem Hochschwab entlang.
Ihren Namen hat die Eisen Straße vom Erzberg oberhalb der Stadt Eisenerz, wo seit etwa 1000 Jahren Eisenerz abgebaut wird. Unter dem Namen Eisenstraße bündelt man heute die gesamte Tourismusregion der Eisenwurzen, des Gesäuses und der Eisenerzer Gegend, in den drei Bundesländern Oberösterreich, Niederösterreich und Steiermark, in einem Dreieck zwischen Wels (West Autobahn A 1), Mariazell und Leoben (Pyhrn Autobahn A 9), für den diese Bundesstraße und ihrer Verzweigungen die Hauptverbindung darstellt.

## Geschichte

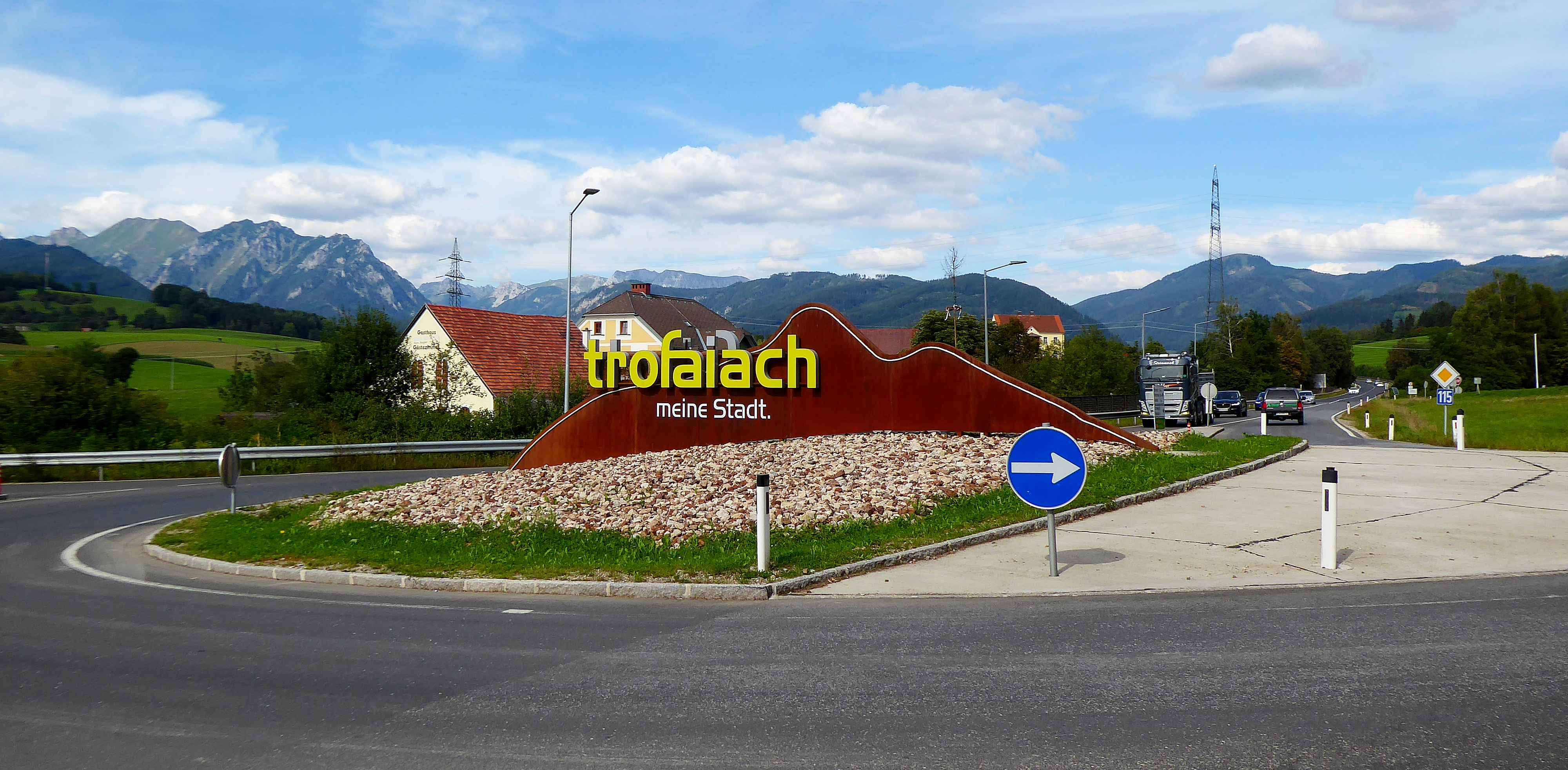
Die Eisen Straße beim Kreisverkehr (mit der Edlingerstraße) in Edling, Trofaiach

Die Eisen Straße diente im 19. Jahrhundert vor allem dem Transport von Eisen aus dem Bergbaugebiet um Eisenerz zu den eisenverarbeitenden Betrieben im Großraum Steyr. Deshalb wurde diese Straße vom Eisenwerk unterhalten und als Eisenwerksstraße bezeichnet.
Die steilen Steigungen der damaligen Streckenführung behinderten die touristische Nutzung dieser Straße. Auch das Abgeordnetenhaus forderte in einer Resolution den Ausbau dieser Straße:

„Die k.k. Regierung wird aufgefordert, die Alpine Montangesellschaft zur strengen Erfüllung der ihr bezüglich der Erhaltung der Eisenstraße Eisenerz-Steyr obliegenden Verpflichtung mit aller Entschiedenheit zu verhalten und eventuell die Incamerirung dieser Straße als Reichsstraße gegen entsprechende Entschädigung seitens der Montangesellschaft anzustreben.“

Die Eisen Straße zwischen Leoben und Steyr gehört zu den Straßen, die durch das Bundesgesetz vom 8. Juli 1921 als Bundesstraßen übernommen wurden.
Nach dem Anschluss Österreichs war sie bis 1945 Bestandteil der Reichsstraße 95, die von Leipzig bis Marburg an der Drau führte.
Seit dem 1. Jänner 1973 gehört auch der südliche Streckenabschnitt zwischen Trofaiach und Traboch zum Netz der Bundesstraßen in Österreich. Die ehemalige Streckenführung der Eisen Straße wird seither als Donawitzer Straße bezeichnet.

## Umlegung beim Erzberg (2023–2045)
Auf den 11 km langen Abschnitt von Eisenerz bis zur Passhöhe Präbichl startet 2023 ein größerer Umbau. Der Umbau beginnt am 27. März 2023 mit dem Abriss der Waldbachbrücke bei Eisenerz. Bis 2045 sollen insgesamt 6 Brücken abgetragen werden. Die B115 wird dann im Tal verlaufen, der Bergbau VA Erzberg liefert nötiges Schüttmaterial für den Straßenbau. 2025 soll die Erlengrabenbrücke folgen.